# Strydenburg
Strydenburg is een landbouwdorp gelegen in de gemeente Thembelihle in de Zuid-Afrikaanse provincie Noord-Kaap. Het ligt 77km noordelijk van Britstown en 55 km zuidwestelijk van Hopetown. De nationale weg N12 loopt door Strydenburg en scheidt het dorp van zijn "lokasie" (Engels: township). De belangrijkste economische activiteit in de streek is het houden van merinoschapen en andere bedrijvigheden zijn het houden van dorperschapen, verschillende andere soorten beesten en de jacht op wild.

## Geschiedenis
Het dorp werd in 1892 door de Nederduits-Gereformeerde kerk gesticht op de boerderij "Roodepan" en verkreeg in 1914 zijn gemeentelijke status.
De naam van het dorp betekent "Dorp van stryd" in het Nederlands, en spruitvoort uit de hoog oplopende discussies (woordenstrijd) tijdens haar  ontstaan, onder meer over wat de naam van het dorp moest zijn.

## Subplaatsen
Het nationaal instituut voor de statistiek, Stats SA, deelt sinds de census 2011 deze hoofdplaats in in 4 zogenaamde subplaatsen (sub place):
Deetlefsville • Mandela Square • Plakkerskamp • Strydenburg SP.

## Bekende inwoners
- Dr. J.A.S. Oberholster, archivaris van de Kaapse Kerk en gemeentegeschiedschrijver.